# 鳥居真里子
鳥居 真里子（とりい まりこ、1948年 12月13日- ）は、俳人。東京都生、足立区在住。1987年、鈴木鷹夫の「門」創刊とともに入会。1997年、「かくれんぼ」30句により第12回俳壇賞受賞。同年に坪内稔典の「船団の会」入会。2003年、第一句集『鼬の姉妹』により第8回中新田俳句大賞受賞。その後の句集に『月の茗荷』がある。俳壇賞選考委員。